# Vulcan (okręg Alba)
Vulcan – wieś w Rumunii, w okręgu Alba, w gminie Ciuruleasa. W 2011 roku liczyła 78 mieszkańców.